# Yadiel Nadal
Yadiel Nadal Colón (9 agosto 1997) è un pallavolista portoricano, palleggiatore dei Cafeteros de Yauco.

## Carriera

### Club
La carriera di Yadiel Nadal inizia nella lega universitaria Liga Atlética Interuniversitaria de Puerto Rico con la Católica, con cui vince un titolo universitario. Firma il suo primo contratto da professionista coi Cafeteros de Yauco per disputare la Liga de Voleibol Superior Masculino 2019. Dopo un'annata di inattività, torna in campo nella stagione 2021 coi Caribes de San Sebastián: resta legato alla franchigia di San Sebastián fino a metà della stagione seguente, quando passa agli Indios de Mayagüez. Per la Liga de Voleibol Superior Masculino 2023 fa ritorno ai Cafeteros de Yauco.

### Nazionale
Con la nazionale portoricana Under-19 partecipa al campionato nordamericano 2014.

## Palmarès

### Club
- LAI: 1

2018-19